# Rue de l'Abbé-Rozier
La rue de l'Abbé-Rozier est une rue du quartier des pentes de la Croix-Rousse dans le 1er arrondissement de Lyon, en France. 

## Situation et accès
D'orientation nord-sud, la rue de l'Abbé-Rozier relie la rue René-Leynaud à la rue des Capucins sur la place du Forez dans le 1er arrondissement de Lyon. La voirie se prolonge au sud sous le nom de rue Saint-Polycarpe.

## Origine du nom
Elle rend hommage à l'abbé François Rozier (1734-1793), religieux, botaniste et agronome français, né à Lyon en 1734 et mort dans la même ville en 1793. En 1786, il acquiert une petite maison au numéro 38 de la rue du Bon-Pasteur, alors rue Masson, à quelques encablures au nord de la rue de l'Abbé-Rozier actuelle mais non reliée. Pendant le siège de Lyon en 1793, il réside à proximité, rue René-Leynaud, alors rue Vieille-Monnaie et meurt lors du siège par un éclat de bombe.

## Historique
Le terrain sur lequel est située la rue actuelle dépend du vaste jardin du couvent des Capucins, dont les bâtiments sont regroupés autour et à proximité de la place des Capucins actuelle. La place du Forez, tenant sud de la rue de l'Abbé Rozier est approximativement située au centre de ce vaste tènement rectangulaire qui va de l'actuelle place des Capucins à la place Croix-Paquet d'ouest en est. Le tenant nord de la rue actuelle, est la rue René-Leynaud, alors rue Vieille-Monnaie, percée à partir de 1521 dans les vignes de Claude Besson qui y installe un son atelier des Monnaies éponyme de la rue dans le deuxième quart du XVIe siècle. En 1790, les biens religieux sont séquestrés par l'Assemblée constituante et reviennent à la Nation, dont le tènement des Capucins. Dès juillet 1796, les différents bâtiments et jardins sont vendus à des particuliers avec obligation d'y ouvrir de nouvelles voies. La majorité des terrains sont acquis par le juge de paix Emmanuel Billion tandis qu'est repris le plan de Jean-Antoine Morand de 1764 prévoyant la percée des actuelles rues, savoir la rue des Capucins dans toute la longueur du tènement, et perpendiculairement d'ouest en est, les deux alignements formé d'une part, par les actuelles rues de l'Abbé-Rozier et Saint-Polycarpe, et d'autre part les rues Coysevox et Coustou. Si l'auteur Maurice Vanario indique que la rue est projetée dès 1802 et est attestée en 1814, le premier projet tangible émane de Morand dès 1764. Néanmoins, en 1802, les travaux n'ont pas encore débuté et les propriétaires s'inquiètent de ne pouvoir lotir et perdent de l'argent car personne ne dispose des moyens pour les démolitions et le projet est repris par le préfet l'année suivante. Dès 1807, la chambre de Commerce acquiert des terrains d'Emmanuel Billion rue Saint-Polycarpe, prolongeant la rue de l'Abbé-Rozier pour y établir la condition des soies, actuelle bibliothèque du 1er arrondissement. Tout le quartier, à l'image de l'essor de la Fabrique, nom de l'industrie lyonnaise de la soie, se tourne vers ce négoce et la fabrication des précieuses étoffes.

## Bâtiments remarquables et lieux de mémoire

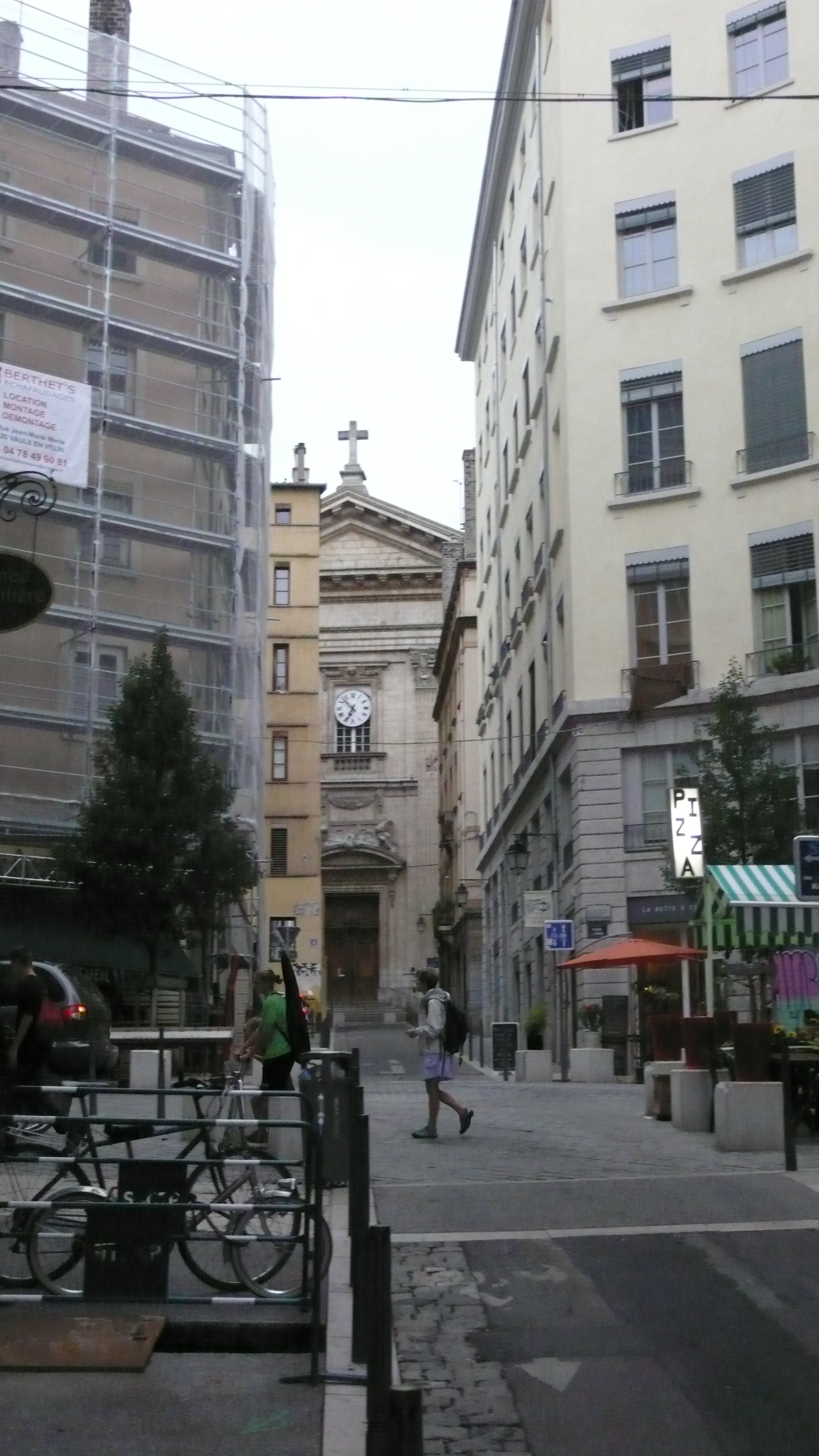
Vue du sud.
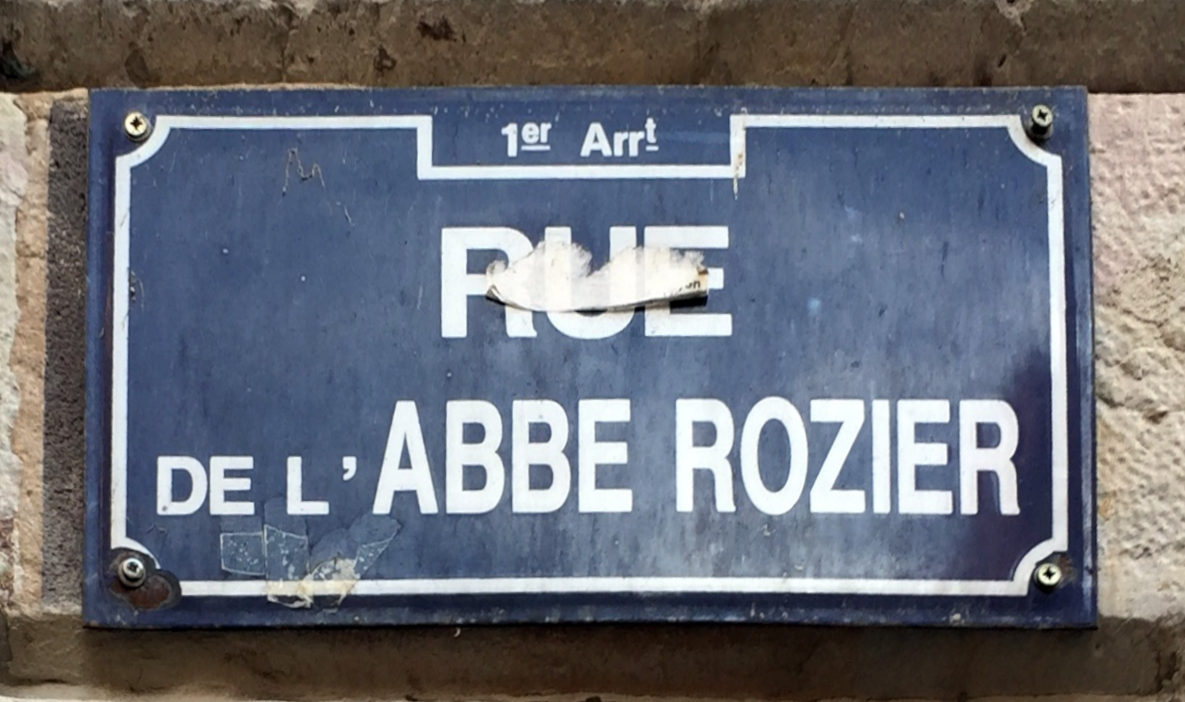
Plaque de rue.
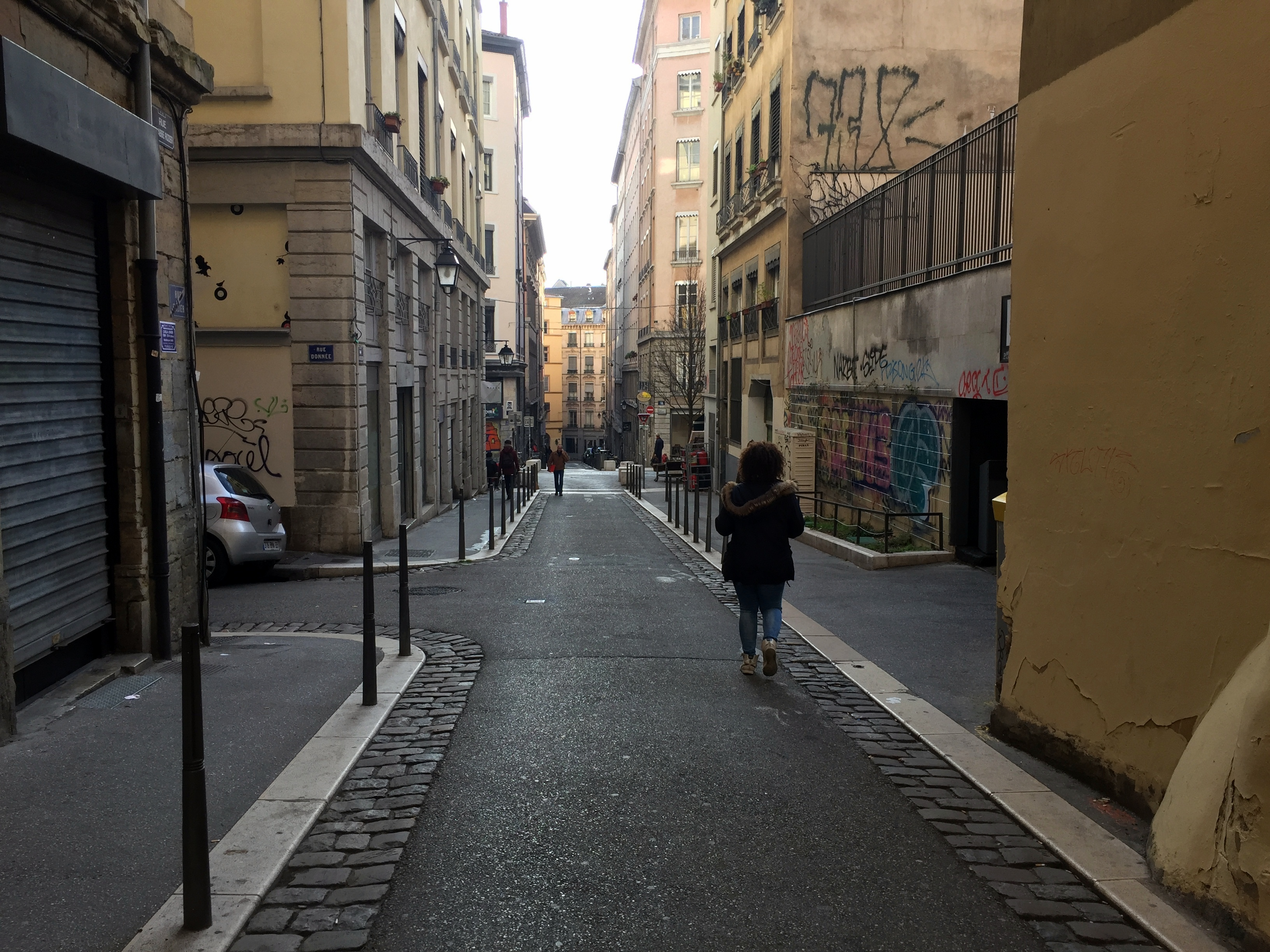
Vue du nord
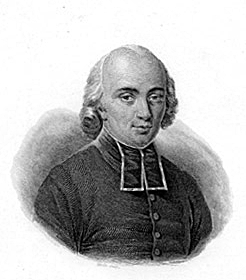
François Rozier, dit l'abbé Rozier.